# Gwynn (Virginie)
 (mars 2025).
Pour les articles homonymes, voir Gwynn.
Gwynn est une census-designated place située sur l'île de Gwynn (en) dans le comté de Mathews, dans l’État de Virginie, aux États-Unis. Lors du recensement de 2020, elle comptait 578 habitants.